# Charles Ratton
Charles Ratton, né le 11 mars 1895 à Mâcon et mort le 21 juillet 1986 à Nice, est un collectionneur, un marchand d'art et un galeriste, qui se passionna dans l'entre-deux-guerres pour les arts dits « primitifs » et contribua à les faire connaître. Par ses recherches, il a changé le regard sur ces œuvres. Il participa également après la Seconde Guerre mondiale à l'émergence de l'art brut.

## Historique

### Origine et formation
Charles Ratton naît à Mâcon, fils d’un chapelier. Durant la Première Guerre mondiale, il s'engage en octobre 1915 et sert dans un régiment d'artillerie lourde comme canonnier chauffeur. Il est ensuite motocycliste puis est affecté à un état-major où il est notamment en contact avec des officiers américains. Dans l'entre-deux-guerres, il vient étudier l’archéologie médiévale à Paris. Il est diplômé de l’École du Louvre en 1923.
Il se spécialise tout d'abord dans les objets de la « haute époque », ce terme désignant dans sa profession les meubles et objets d'art du Moyen Âge au XVIIe siècle. Le 19 mars 1927, il obtient l'autorisation de s'installer comme « brocanteur à demeure », au 39 rue Laffitte. Mais le fait d'avoir effectué des études d'histoire de l'art le différencie d'une bonne partie de ces collègues brocanteurs, antiquaires et marchands.
Dès les années 1920, il s'intéresse à l'Afrique, et fréquente les surréalistes. À la même époque, un autre marchand d'art proche de Guillaume Apollinaire, Paul Guillaume, déclare que « l'art nègre est à la mode ».

### L'ami des surréalistes et le spécialiste des cultures oubliées ou méprisées
Charles Ratton devient un proche de nombreux artistes d'avant-garde, notamment Tristan Tzara, Roland Tual, André Breton, Paul Éluard, Joan Miró, Man Ray. Il est qualifié de « maniaque de la beauté » par Éluard, et fait figure auprès de ses amis de « marchand érudit » et de « connaisseur des civilisations mal connues ». Lui-même raconte que sa passion pour l'art africain puis pour les œuvres des premières civilisations américaines et océaniques est née de l’achat pour le compte du peintre Angel Zarraga d’une sculpture représentant un serpent cornu engloutissant une tête d’homme. L'achat effectué, il gardera en fait cette statuette toute sa vie.
En 1930, il organise avec Tristan Tzara et Pierre Loeb une exposition d’art africain et océanien à la galerie du théâtre Pigalle, qui fait sensation. « L’exposition d’art nègre et océanien au théâtre Pigalle a irrité la pudeur de tous les gardiens de la morale », lit-on dans la revue Cahiers d'art relatant l'événement. En 1931, il participe à l'Exposition ethnographique des colonies françaises, au musée d’Ethnographie du Trocadéro. Pour autant, il se garde de signer le document anticolonialiste diffusé par ses amis surréalistes au moment de cette exposition.
En juillet 1931, il organise la vente d'objets des collections d'André Breton et de Paul Éluard, en difficultés financières, avec des montants bien au-delà de leurs espérances. Et toujours en 1931, en décembre, il intervient comme expert pour la vente d'objets appartenant à Georges de Miré, un des tout premiers collectionneurs d'art africain. Il réussit à changer le regard sur ces œuvres, à les associer aux recherches artistiques les plus modernes, à créer un intérêt, n'hésitant pas à faire la « réclame » pour ses galeries et ses expositions, continuant aussi à surprendre en ouvrant de nouveaux horizons. En 1932, il se voit confier par le musée d'ethnographie du Trocadéro, futur musée de l'Homme, la conception de l'une de ses premières expositions temporaires consacrée aux arts de la cour, bronzes et ivoires, du royaume du Bénin, faisant entrevoir l'âge d'or d'une civilisation oubliée au milieu artistique et intellectuel parisien. En 1933, il organise une exposition de sculptures et d'objets à la Villa Guibert.

Objets africains des anciennes collections de Charles Ratton
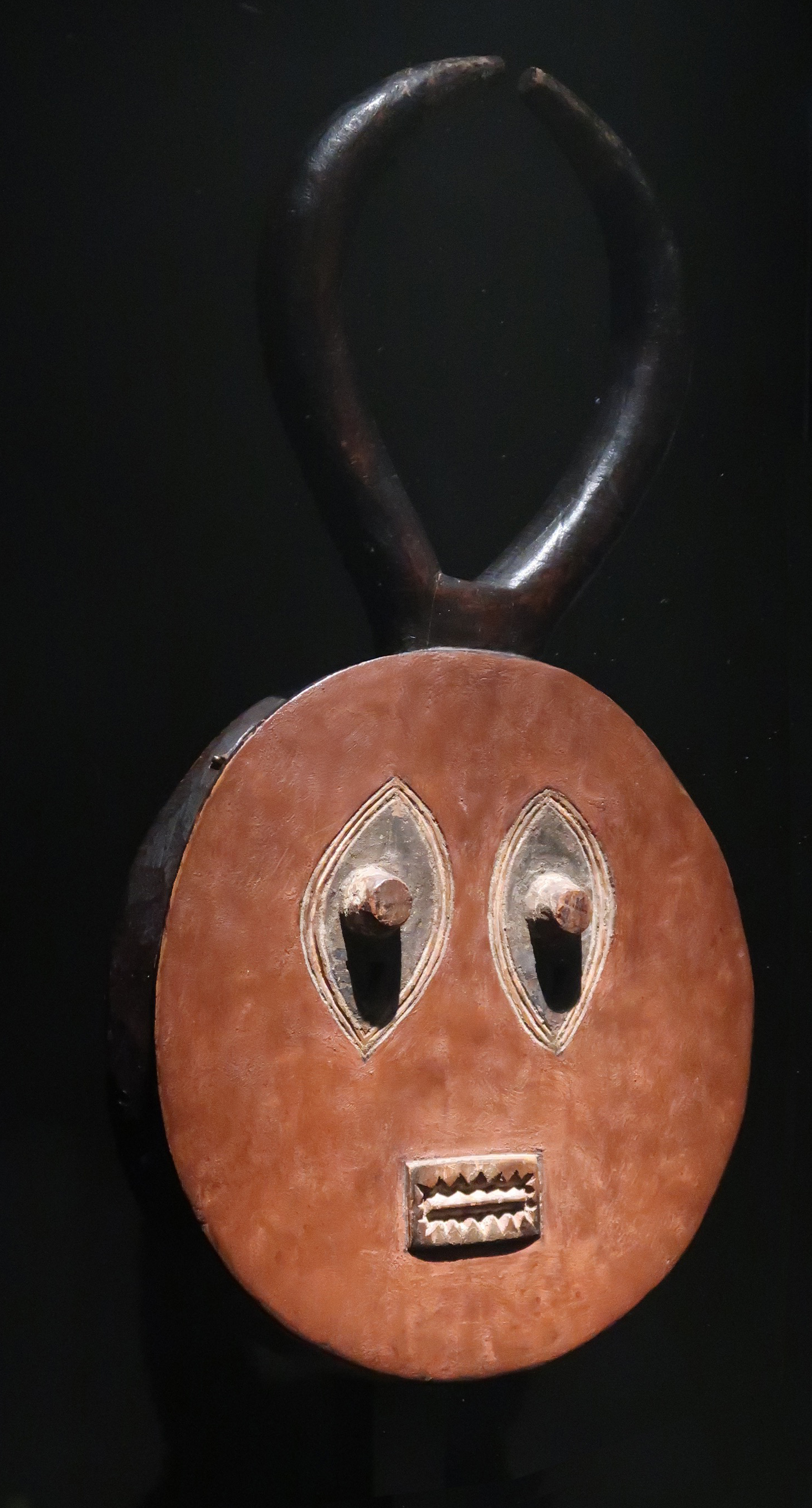
Masque Baoulé[6].
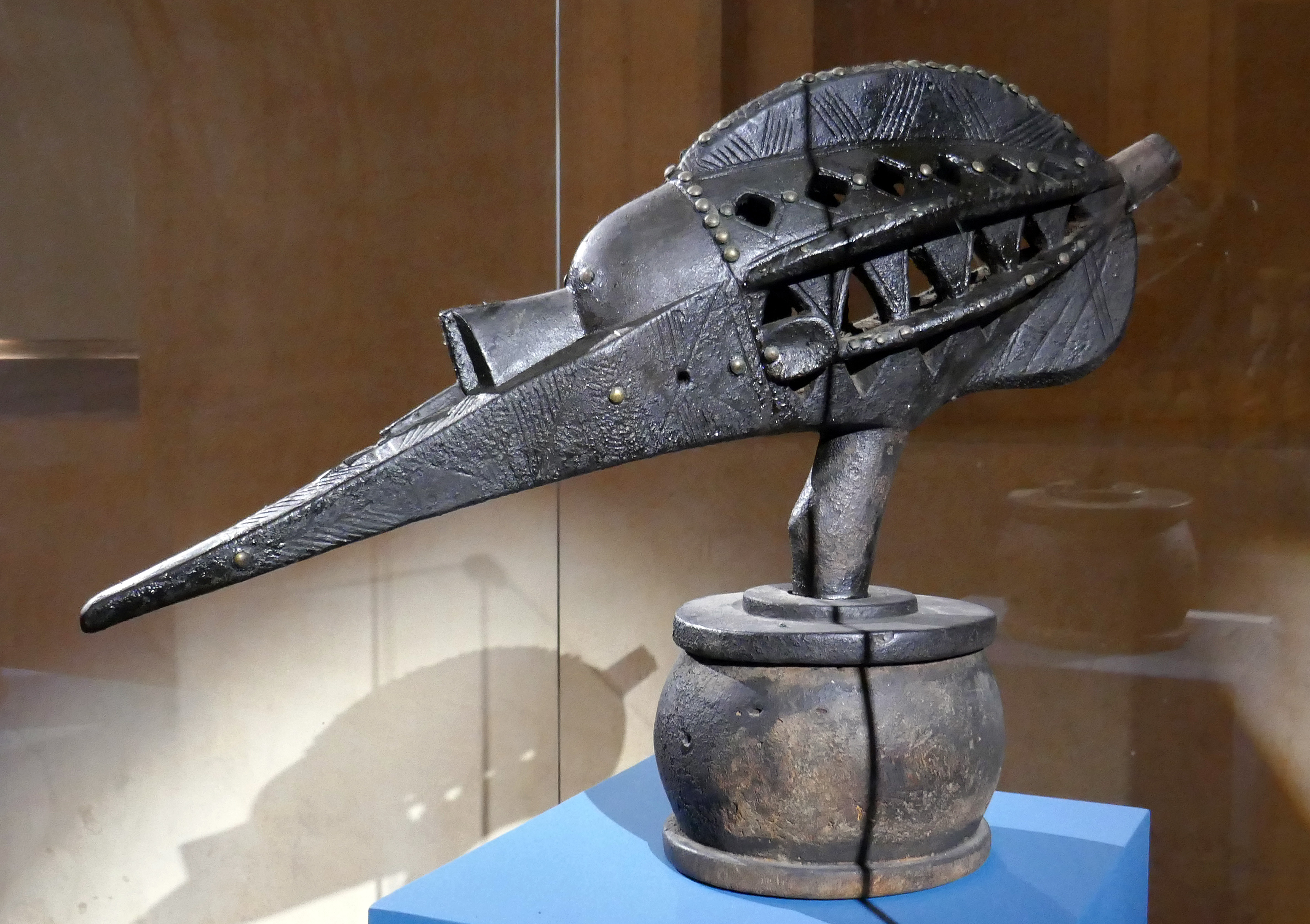
Masque-autel Baga ou Nalu[7].
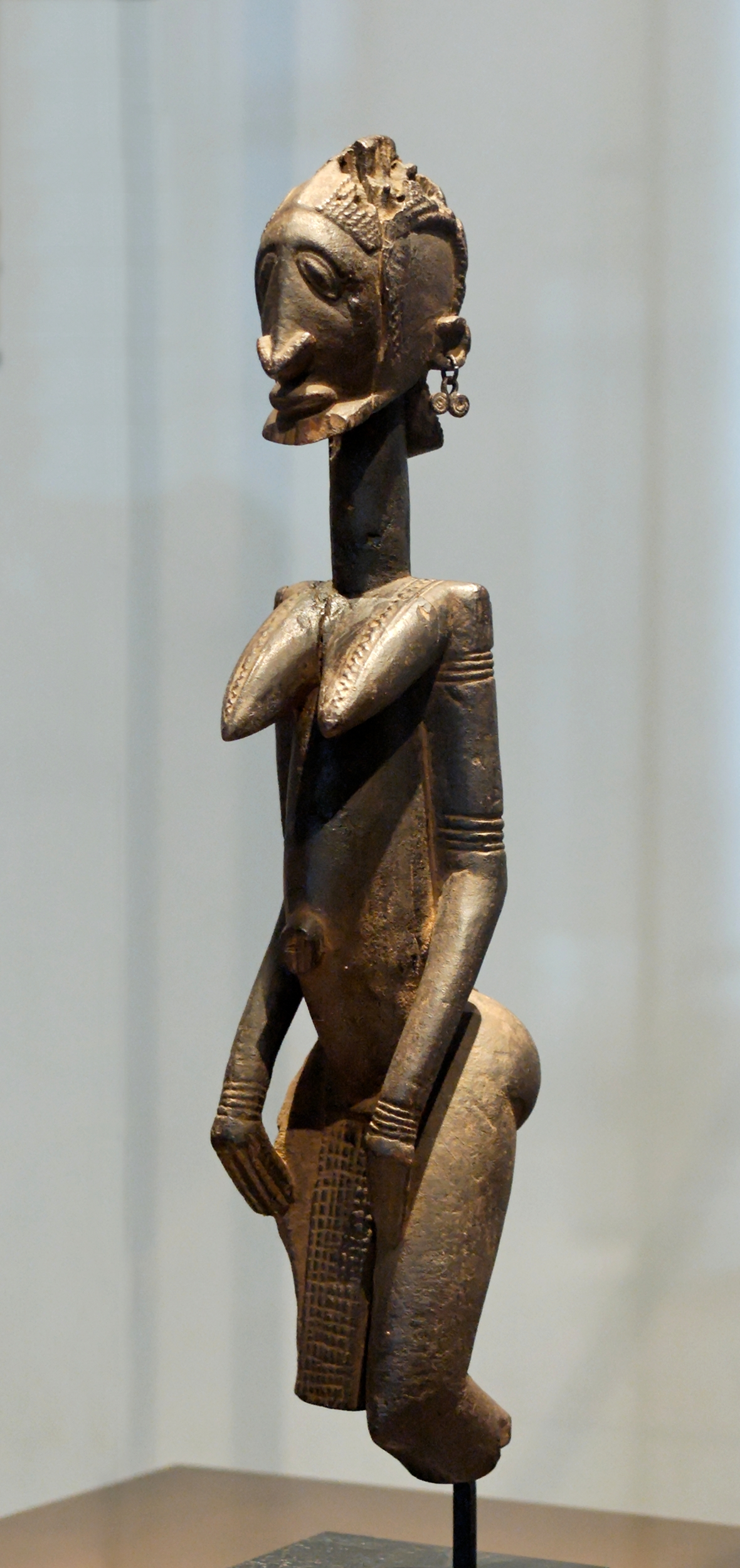
Statuette Dogon[8].
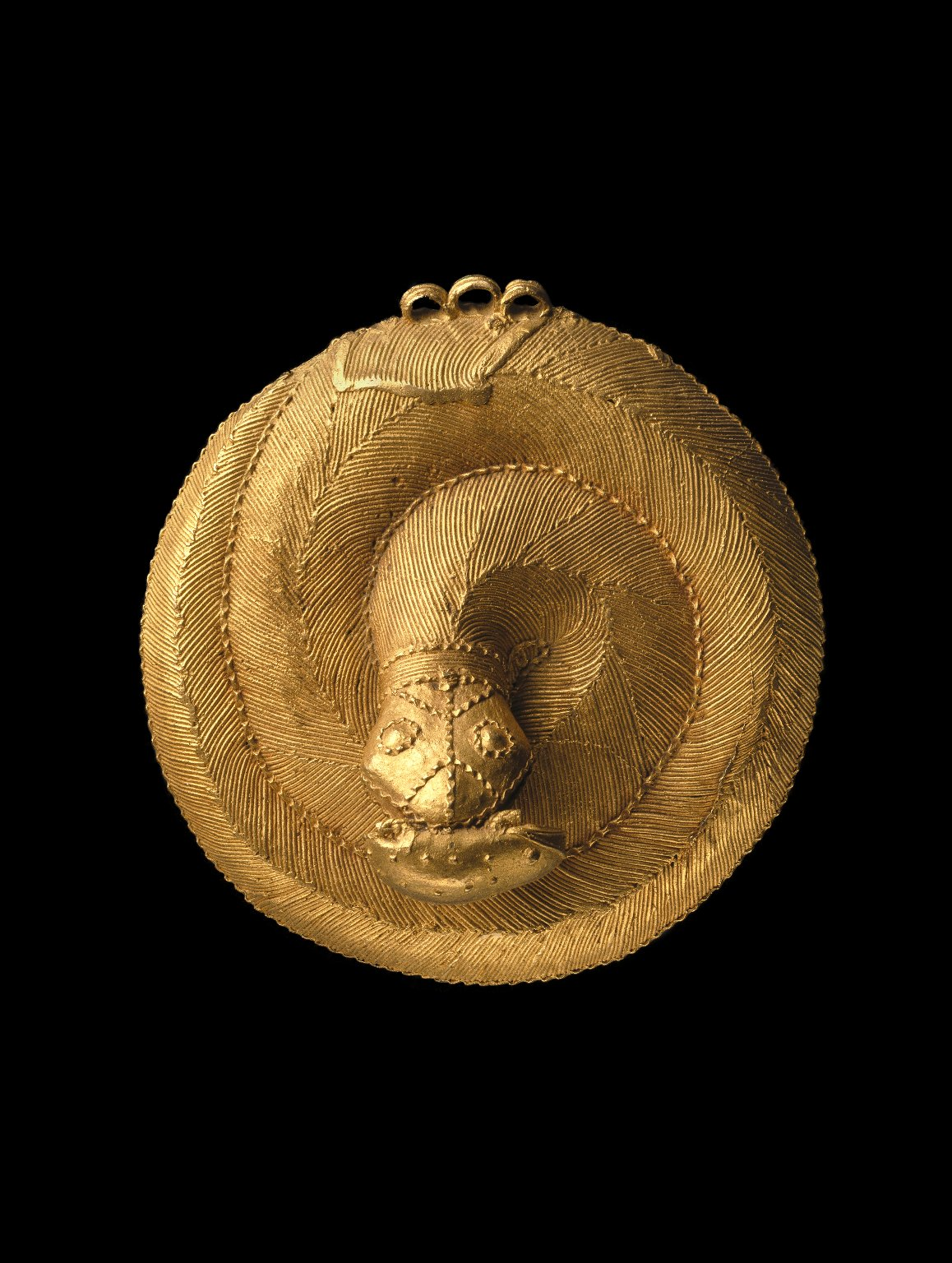
Pendentif Ébrié[9].

Le 31 janvier 1935 il épouse Divonne de Saint Villemer, née Charlotte Augé. Leur liaison date de plus d'une décennie. Mme de Saint-Villemer fréquente les milieux intellectuels et a été peut être à l'origine des premiers contacts de Charles Ratton avec les Surréalistes. Elle s'emploie à partager sa passion, et à l'aider à réussir dans son activité en développant encore son réseau auprès d'artistes, d'amateurs, d'acheteurs, de prêteurs, etc. « Lorsqu'il en parlait, on comprenait qu'elle représentait à ses yeux la seule personne avec qui il aima partager quelque chose ».
Charles Ratton comprend également que le marché de l'art se mondialise et décide de prendre pied aux États-Unis. En 1935, il a l'opportunité d'organiser une exposition, African Negro Art, au Museum of Modern Art (MoMA) de New York. Toujours à New York, il organise également une autre exposition, African Sculptures from The Ratton Collection, à la galerie de Pierre Matisse, le fils du peintre Henri Matisse. De retour en France, il présente dans sa galerie parisienne une exposition consacrée aux masques et ivoires esquimaux et de la côte Nord-Ouest de l’Amérique.
En mai 1936, Charles Ratton organise dans sa galerie parisienne une exposition surréaliste d'objets d'Éluard, de Breton, de Picasso, d'Arp, de Dali et de Tanguy.

### Le nouveau conflit mondial et l'occupation allemande
À 45 ans, Charles Ratton est mobilisé du 25 mars au 6 juillet 1940.
Il reste ensuite à Paris pendant toute la durée de la Seconde Guerre mondiale et notamment l'occupation allemande. Sans s’afficher avec l’Occupant, il vend des pièces à Maria Almas-Dietrich, marchand d'art fournissant les musées allemands et les dirigeants nazis, dont Hitler ; le montant total de ces transactions s'élèverait à plus d'1,5 million de francs.
En 1942, son épouse meurt d'une longue maladie.

### Après la Seconde Guerre mondiale
Le marché des arts primitifs continue à prendre une ampleur mondiale après la Seconde Guerre mondiale. Charles Ratton reprend contact avec les surréalistes, revenus de leur exil américain et poursuit son activité de marchand international. Sa galerie rue de Marignan fait référence.
Le 14 juin 1944, il effectue une première visite dans l'atelier de Jean Dubuffet et se passionne très vite pour l'art brut. En juin 1948, toujours avec Dubuffet, mais aussi André Breton, Henri-Pierre Roché et Michel Tapié, il crée la Compagnie de l'art brut, association loi de 1901 ayant pour objet de réunir les productions spontanées et inventives ayant pour auteurs des personnes étrangères au milieu artistique professionnel.
En 1953, il fait bénéficier Alain Resnais, Chris Marker et Ghislain Cloquet, de son expertise et de ses collections pour le film Les statues meurent aussi.
En 1954, il se remarie avec Madeleine Courtois, née Meunier, ancienne épouse d'un administrateur colonial au Gabon et au Congo-Brazzaville.
En 1957, il intervient comme conseiller pour l’ouverture du Museum of Primitive Art, à New York.
Il sera chargé d'organiser la vente de plusieurs collections fameuses, notamment celles de Félix Fénéon en 1947 à Paris, de Jacob Epstein en 1962 à Londres, et d'Helena Rubinstein en 1966 à New York ; il participe encore à six ventes d'« art primitif » en 1980, une en 1981, deux en 1982.
Il meurt à Nice le 21 juillet 1986, à 91 ans,.
Avant de mourir, Charles Ratton proposa au musée du Louvre de bénéficier de sa collection. D'après le journal Le Monde, ses exigences (dont la création d'une salle à son nom), et les critiques sur son attitude passée pendant l'Occupation ainsi que le manque d'intérêt du Louvre pour les arts premiers, ont conduit la direction des musées de France de l'époque à refuser cette donation ; en conséquence, sa collection fut dispersée.

## Postérité

### Hommage
Le musée du quai Branly lui rend hommage en lui consacrant une exposition, « Charles Ratton, l'invention des arts “primitifs” », du 25 juin au 22 septembre 2013.

### Famille
Son neveu Philippe Ratton est à son tour devenu galeriste spécialisé dans les arts premiers.
En 2014, Lucas Ratton, son petit-neveu et le petit-fils de Maurice Ratton, ouvre sa galerie consacrée aux arts primitifs au 33 rue de Seine,.